# Вастрюков, Варсонофий Фёдорович
Варсонофий Фёдорович Вастрюков (1 октября 1939, Чураккасы, Сундырский район, Чувашская АССР, СССР — 19 февраля, 2021, Томск, Российская Федерация) — советский конструктор, создатель космической техники. Заслуженный конструктор Российской Федерации (1999).

## Биография
Родился 1 октября 1939 года в деревне Чураккасы Шешкарского сельсовета Чувашской АССР. Рос без отца, который погиб на фронте.
Окончил начальную школу в Чураккасах, семилетку в Вурманкасине, Болшесундырскую среднюю школу и Чебоксарский электромеханический техникум (1959, с отличием).
С 30 марта 1959 г. работал в филиале НИИ п/я 83 г. Томска (НПО «Полюс»): техник, старший техник,  и.о. инженера, и.о. старшего инженера, с июля 1961 года ведущий конструктор, с 1980 г. начальник лаборатории, с 1988 г. начальник конструкторского бюро № 61 НПЦ «Полюс».
Область научных интересов: конструирование электронных систем и устройств космических аппаратов. Участвовал в космических программах «Энергия — Буран», «Алмаз», «Венера», «Астрон», «Луноход-1», КА «Глонасс» и др.
Работал начальником конструкторского бюро ОАО «Научно-производственный центр «Полюс» в городе Томске.
Умер 19 февраля 2021 года.

## Награды

### Государственные награды СССР и РФ
- Орден Трудового Красного Знамени (1971)
- Орден Октябрьской революции (1987)
- Почётное звание «Заслуженный конструктор Российской Федерации» (1999)
- Медаль «За доблестный труд» (1970)
- Медаль «Ветеран труда» (1987)

### Муниципальные и общественные награды
- медаль «400 лет городу Томску» (2004)
- медаль им. академика С. П. Королева (1984, награда Федерации космонавтики СССР)
- медаль им. академика М. К. Янгеля (1989, награда Федерации космонавтики СССР)
- медаль им. академика В. И. Кузнецова (1993, награда Федерации космонавтики России)
- медаль им. академика С. А. Афанасьева (2009, награда Федерации космонавтики России)
- Почётное звание «Заслуженный создатель космической техники» (1999, награда Федерации космонавтики России)